# روبرت جيمس (معجمي)
روبرت جيمس (بالإنجليزية: Robert James)‏ (و. 1703 – 1776 م) هو معجمي، ولغوي، ومترجم، وطبيب من مملكة بريطانيا العظمى، ولد في ستافوردشاير، توفي في لندن، عن عمر يناهز 73 عاماً.

## التعليم
تعلم في كلية سانت جون، أوكسفورد
.